# Willy Haubrichs
Wilhelm „Willy“ Haubrichs (* 28. Oktober 1911 in St. Wendel; † 25. April 1982 in Saarbrücken) war ein deutscher Jurist und Hochschullehrer für Steuerrecht. Von 1971 bis 1982 war er Vorsitzender des Bundes der Steuerzahler.

## Leben
Haubrichs studierte in Heidelberg, Kiel und Bonn Rechtswissenschaft. Während seiner Studentenzeit wurde er 1933 Mitglied der Burschenschaft Vineta Heidelberg. Nach dem Studium arbeitete er als Rechtsanwalt. Haubrichs nahm als Soldat am Zweiten Weltkrieg teil und wurde dreimal verwundet.
Ab 1949/1950 war Haubrichs als Lehrbeauftragter für Privatrecht und ab 1969 als Honorarprofessor der Rechts- und Wirtschaftswissenschaftlichen Fakultät an der Universität des Saarlandes  tätig.
Als Vorsitzender des Bundes der Steuerzahler setzte er sich vor allem für den Mittelstand ein. Er drückte sich dabei bürgernah und verständlich aus.

## Herausgeberschaften
- An den Grenzen der Belastbarkeit. Festschrift für Günter Schmölders zum 75. Geburtstag. Knapp, Frankfurt am Main 1978, ISBN 978-3-7819-0204-6.

## Ehrungen
- Der Bürger als Objekt der staatlichen Finanzpolitik. Festschrift für Willy Haubrichs zum 65. Geburtstag. Holzmann, Bad Wörishofen [1976]; 2. Aufl. Holzmann, Bad Wörishofen 1977.